# Гелл, Уильям
Сэр Уи́льям Гелл (также Джелл, англ. William Gell, 1777—1836) — британский дипломат, придворный, наиболее известный как археолог-любитель и антиквар, знаток классических древностей. Исследовал места археологического расположения древней Трои, а также осуществил иллюстрированное описание раскопок в Помпеях и Риме. Член Королевского общества, Лондонского общества антикваров, Института Франции и Берлинской королевской академии. Рыцарь-бакалавр (1814).
Принадлежал к титулованному семейству, окончил Колледж Эммануэля (Кембриджский университет) со степенью магистра. Не получив большого наследства, был вынужден искать сторонние источники доходов. На дипломатической службе состоял с 1801 года, исполняя разведывательные задания в Восточном Средиземноморье, в 1804—1806 годах предпринял длительное путешествие по Греции, архипелагам Эгейского моря и Малой Азии, во время которого локализовал место расположения Трои в Бунарбаши. С 1807 года состоял в Обществе дилетантов, по поручению которого в 1811—1812 годах предпринял археологическое обследование Греции и Малой Азии («Ионийская экспедиция»). Результаты путешествий были отражены Геллом в трудах по топографии Троады и Итаки, а также в комментариях к сочинениям Страбона и Павсания. В 1814—1815 годах в чине камергера сопровождал в путешествии по Европе принцессу Каролину, после этого до конца жизни жил в Италии, владея недвижимостью в Риме и Неаполе. В 1820 году участвовал как свидетель в бракоразводном процессе королевы Каролины, заняв её сторону, из-за чего был лишён правительственной пенсии. В Италии были напечатаны «Топография Рима» и двухтомные «Помпеи», которые Гелл собственноручно иллюстрировал. В 1832 году в течение четырёх месяцев служил гидом Вальтеру Скотту, о котором оставил воспоминания. Скончался от подагры, погребён на Английском кладбище в Неаполе.

## Биография

### Годы становления (1777—1799)
Семейное предание Геллов (фамилию представители этого семейства произносили как «Джелл») возводило своё происхождение к богу Вотану. Из предков археолога фамилию Гелл первым принял прадед Джон Эйр, унаследовав поместье матери в деревне Хоптон (Дербишир). В хоптонском имении 1 апреля 1777 года появился на свет младший из сыновей аристократа Филипа Гелла и его жены Дороти, урождённой Милнс, крещёный Уильямом. В 1795 году, после кончины Филипа, Дороти вышла замуж за управляющего поместьем — адвоката Томаса Блора (1764—1818), который увлекался топографией и историческими изысканиями и, по-видимому, оказал большое влияние на круг интересов юного Уильяма, хотя этому нет документальных свидетельств. Впрочем, отношения между Томасом Блором и вдовой Гелл не сложились и они расстались довольно быстро; она скончалась в 1808 году. Из прочих Геллов прославился старший из сыновей — тоже Филип Гелл, сделавший карьеру в Парламенте.
О детских и отроческих годах Уильяма ничего не известно. Его отец увлекался римскими древностями, переписывался с местными антикварами Сэмюэлом Пегги и Хейманом Руком. Впоследствии Гелл вспоминал, что увлекался составлением генеалогий, которые не сохранились. Среднее образование он получил в школе Дерби. Уильям Гелл поступил в Кембриджский университет: сначала в Джизус-колледж, а в 1793 году стал стипендиатом Колледжа Эммануэля, удостоившись в 1798 году степени бакалавра, и магистра искусств в 1804-м. Сам Уильям утверждал, что он также занимался в Королевской академии художеств, в которую поступил в 1789 году, но этому нет документальных подтверждений, и он никогда не выставлялся в стенах Академии. Историк Эдит Клэй называла качество его сохранившихся живописных и графических работ крайне неровным, от «шедевральных» пейзажей и архитектурных зарисовок, до «почти что мазни». Высшее образование привило ему три базовых навыка, проявлявшихся во всех опубликованных работах: умение составлять карты, глубокое знание античных источников, а также чрезвычайную точность в зарисовках и набросках, чему способствовала мощная зрительная память. Уже в 1800 году Уильям Гелл был избран в Лондонское общество антикваров.
Первое путешествие Уильям совершил в 1797 году, его целью был Озёрный край. Регион настолько впечатлил его, что он приобрёл четырёхкомнатный коттедж на северо-западном побережье озера Грасмир. От этих лет сохранилась рукопись травелога «Путешествие на озёра, совершённое в 1797 году Уильямом Геллом»; опубликованная лишь в 1968 году. В тот момент начинало набирать силу романтическое движение; в рукописи «Путешествия на озёра» Гелл неоднократно упоминал это понятие. Впрочем, уже в этом раннем произведении проявилась характерная для Гелла манера, в которой впоследствии описывались путешествия в Грецию и Италию. Ему была свойственна дотошность, с которой описывались сюжеты или явления, привлекавшие его внимание: от топографических особенностей местности и точных обмеров руин, до местных легенд и преданий. Описания неизменно сопровождались кроками и зарисовками, в которых никак не проявлялась романтическая эстетика. Первый травелог Уильяма Гелла, по мнению историка Уильяма Роллинсона, отражал существенные перемены в общественном сознании англичан XVIII века. Во-первых, образовалась прослойка населения, обладавшая высокими доходами, что способствовало досуговой деятельности, связанной с приключениями, например, восхождениями на горные пики. Безопасность дорог позволяла теперь путешествовать со значительно меньшими издержками, чем в предыдущие века. Во-вторых, из-за Великой французской революции почти на десятилетие прервалась традиция гран-туров на континент, которые завершали образование джентльменов. Аристократия стала активно осваивать живописные уголки собственной страны, включая Сноудонию, горы Шотландии и Озёрный край.
Гелл побывал на озёрах в обществе доктора медицины Бусика Харвуда, который с 1785 года возглавлял кафедру анатомии Кембриджского университета; многие его работы были связаны с переливанием крови. В близлежащем поместье Тауненд квартировали Уильям и Дороти Вордсворты, которые подружились с Геллом и ездили в его коттедж на рыбалку. Знакомство продолжалось несколько лет — так, посещение коттеджа Уильма Гелла для обмена книгами и гербариями упоминается в дневнике Дороти Вордсворт 16 мая 1800 года.

### Путешествия по Греции (1800—1812)

#### Миссии Форин-офиса
В октябре 1800 года Гелл в сопровождении Эдварда Додвелла, с которым учился в университете, отправился на Восток. Вероятно, это было связано с отказом от дальнейшей академической карьеры: сохранились письма в Кембридж с инструкциями об упаковке имущества в его комнате и пересылке багажа в Хоптон Холл. В Афины путешественники прибыли в разгар работ агентов лорда Элгина по демонтажу фризов Парфенона. Реакция оказалась полярно противоположной: Додвелл не скрывал огорчения «варварством» и «сокрушительным опустошением», которое нанесли его соотечественники, тогда как Гелл в дневнике заявил, что только британцы смогут уберечь чудесные скульптуры для будущего от «турецкого варварства». В Элевсине Гелл созерцал колоссальный бюст Деметры и писал в дневнике, что местные жители сохранили дохристианские верования и заявляли, что плодородие земли иссякнет, если статую заберут. Впрочем, в том же 1800 году статую вывез Эдвард Дэниел Кларк, и поместил её в Музей Фицуильяма. В своём дневнике он заявил, что нашёл скульптуру «по уши в навозе». По преданию, 1801 год действительно выдался в Греции неурожайным. Уильям Гелл пробыл в Афинах до лета 1801 года, а далее совершил круиз по архипелагам Эгейского моря. В Дарданеллах он выполнил топографическую съёмку Троады и локализовал место расположения Трои в Бунарбаши. Несмотря на краткость пребывания, Гелл накопил достаточно материалов для опубликования в 1804 году книги «Топография Трои». Эта книга обратила на себя внимание Байрона, но впоследствии была прочно позабыта и не упоминалась в дискуссиях о местоположении древней Трои. В 1805 году разгромную рецензию на неё написал граф Абердин, что не помешало его многолетней дружбе с Геллом. В конце 1801 года Гелл прибыл в Стамбул и остановился у посла лорда Элгина. К маю 1802 года он вернулся в Неаполь, и далее отправился в Англию через Сицилию и Мальту.
Второе путешествие в Грецию — на Ионические острова, по-видимому, носило секретный характер. От него не осталось ни записных книжек, ни иных документов, хотя в переписке с матерью в следующем году Уильям глухо упоминал о неких «посольских делах», закончившихся неудачей. Впрочем, он рассчитывал, что его усилия будут «отмечены правительством». Третье средиземноморское путешествие началось в ноябре 1804 года, когда в сопровождении некоего «Бейкера из Хартфордшира» Гелл отплыл на мальтийском конвое лорда Нельсона. Вероятно, такой способ переезда мог быть организован дядей — адмиралом Джоном Геллом. В переписке с домашними было немало намёков на то, что он исполняет правительственное задание под прикрытием изучения древностей Пелопоннеса, почти неизвестных в то время. Обширный архив зарисовок и описаний соотносится с его опубликованными трудами и свидетельствует о выборе призвания. В переписке с матерью прямо говорилось, что он рассчитывает на место в Форин-офисе. Весной 1805 года Гелл уже был в Афинах, где встретился с Додвеллом и художником Помарди. Гелл также познакомился с Чарльзом Монком, проводившим в Греции медовый месяц, и получил от него заказ на проект усадьбы Белси Холл в стиле неогрек; это единственный пример архитектурного проекта Уильяма Гелла.
В Морею он вернулся в 1807 году, а полученные сведения позднее были использованы при написании ещё трёх книг. Кроме того, Гелл и Додвелл в 1807 году совершили путешествие на Итаку. Ранее, в 1806 году Гелл подал военному министру подробный отчёт со сведениями о стратегическом потенциале греческой территории и перечнем удобных гаваней и военно-морских баз на случай военных действий против Османской империи. Это, вероятно, сыграло решающую роль в посвящении книги об Итаке королю и получению финансирования для её издания. В 1807 году Уильям Гелл был принят действительным членом Королевского общества, но для его учёных занятий гораздо большее значение сыграло членство в Обществе дилетантов — элитной организации путешественников-полиматов из числа британской аристократии. Это общество оплачивало последующие путешествия Гелла в Средиземноморье с целью исследования и фиксации классических древностей. В том же году Гелл в компании писателя Кеппела Крейвена побывал в Испании, которую охарактеризовал как «очень странную страну», «поистине, terra incognita». Документы на поездку были выписаны от имени военного министра Пальмерстона, и в Испанию путешественник проследовал на военном корабле. 20 октября 1808 года датирован паспорт Геллу для проезда из Мадрида в Малагу: началось французское нашествие. Гелл три недели провёл в Альгамбре, сообщая, что может по памяти воспроизвести любой из её орнаментов. Когда французские захватчики подошли к Малаге, Гелл перебрался в Гибралтар, а в середине января 1809 года побывал в Тетуане, Сеуте и Танжере. После возвращения в Англию 10 февраля 1809 года он отмечал, что опасается обвинений в нецелевом расходовании денег Общества дилетантов. Тем не менее санкций не последовало, а его кандидатура была очевидной при организации Ионийской экспедиции к западному побережью Малой Азии. Гелл получил кредит, исходя из расходов в 50 фунтов стерлингов в месяц (3860 в ценах 2021 года), не считая жалованья двум рисовальщикам по 200 фунтов в год. 11 октября 1811 года Гелл, рисовальщики Бедфорд и Гэнди, а также отправлявшийся с ними своим иждивением Крейвен, отплыли на турецком фрегате «Африка» под командой капитана Исмаил-бея.

#### Ионийская экспедиция
Экспедиция затянулась. Уильям Гелл надолго задержался в Афинах, сначала из-за промедления османских властей с выдачей паспорта, а далее из-за приступа подагры, которой уже страдал к тому времени. Превозмогая болезнь, исследователь реконструировал на своих зарисовках Пропилеи и храм Деметры в Элевсине (в переписке он использовал римские имена богов). Упорство англичанина дало свои плоды: вместо девяти запланированных островов были посещены тринадцать, хотя три острова, предусмотренных планом, были недоступны из-за чумной эпидемии. В Аттике были обследованы четыре археологических участка, запечатлённых на 274 рисунках и 209 картах и панорамах, что следует из отчётов Гелла сэру Генри Энглфилду, непременному секретарю Общества дилетантов. Группа Гелла впервые обозрела руины Приены и храма Аполлона Дидимского, и провела первые раскопки святилища Немезиды в Рамнусе. Общество в 1812 году устроило главе экспедиции восторженный приём, однако по целому ряду причин публикация полученных результатов растянулась. Не получал он более и заданий от военного ведомства. Гелл не был богатым человеком, и, согласно определению биографа, «финансовое его положение неизменно уступало его научной репутации». Он зависел от содержания, выделенного отчимом, и гонораров от командировавшего его Общества. В то время ещё не существовало периодических изданий с массовыми тиражами и дешёвых книг для широкой публики; кроме того, элитаристское самосознание Гелла не позволило бы ему заниматься чем-то подобным. В системе общественных отношений того времени это означало единственный выход: поиск высокопоставленного покровителя. По-видимому, Гелл искал общества Джорджианы, герцогини Девонширской, так как ей посвящена «Топография Трои». Вероятно, герцогиня финансировала печатание этого издания. Однако после её кончины в 1806 году поиск постоянного патрона оставался для художника-археолога насущно необходимым. Ко времени снаряжения Ионийской экспедиции Джордж Гелл был принят при дворе королевской невестки, принцессы Каролины, и сделался довольно частым гостем на её званых обедах в Кенсингтоне. По воспоминаниям леди Шарлотты Кэмпбелл, Гелл отличался фантастической эрудицией, причём стремился всячески делиться своими познаниями с окружающими, делая это «наименее педантичным и наиболее приятным образом». Под его влиянием принцесса Каролина заинтересовалась живописью и античной литературой, и даже устраивала с Геллом и Крейвеном сеансы рисования на пленэре. Принцесса занималась акварельной живописью, иногда ей доверяли раскрашивать карандашные этюды. В мае 1814 года Уильям Гелл был посвящён в рыцари, формально, за блестящее исполнение миссии на Ионических островах. Посвящение позволило занять оплачиваемую придворную должность камергера в июле того же года.

### Придворная служба и путешествие в Италию (1814—1815)
Парламентским актом от 29 июля 1814 года содержание принцессы Уэльской Каролины было повышено до 35 000 фунтов стерлингов, что позволяло ей покинуть Британские острова и общество супруга-регента, отношения с которым ухудшались день ото дня. Премьер-министр лорд Ливерпуль одобрил отъезд; принцесса предупредила, что вернётся в Великобританию только для бракоразводного процесса, и крайне маловероятно получить на него парламентскую санкцию. В свиту Каролины Брауншвейгской, кроме Гелла, вошёл второй камергер Энтони Батлер Сен-Леже, фрейлины леди Шарлотта Линдси и Элизабет Форбс, и несколько доверенных слуг. Лейб-медик Генри Холланд был рекомендован Геллом, хорошо знавшим его по Афинам. Доктор вёл дневник, охватывавший события поездки в Европу от августа 1814 по май 1815 года.
Отплытие состоялось 9 августа 1814 года на фрегате «Язон» из Уортинга, в котором даже не было гавани, и венценосную особу со свитой пришлось перевозить через бурное море. Принцесса Каролина и леди Линдси сильно страдали от морской болезни. Каюты были слишком тесными, так что часть свитских разместили в дорожной карете принцессы, закреплённой на палубе. Через пять дней непогода остановила судно в Кольмаре, на берег за свежими припасами отправили доктора Холланда, но он добыл только чёрного хлеба, яиц и ветчины. В шесть часов утра 16 августа фрегат вошёл в Гамбург, а 18 августа свита явилась в Брауншвейг. Обязанности Гелла были обременительными: при официальных визитах на берегу он был обязан представительствовать при особе Её Высочества в полной униформе, что было мучительно при его подагре; кроме того, он совмещал должность секретаря принцессы, который вёл обширную переписку и обеспечивал соблюдение этикетных условностей. Камергеру пришлось начать разбираться в запутанных финансовых делах Каролины вместе с её лондонским управляющим Мозесом Хопером; судя по переписке, Гелл ему доверял. Иногда секретарю приходилось заниматься одновременно маловажными и деликатными вещами: например, принцесса потребовала прислать из её лондонского дворца любимую тарелку, в чём ей было отказано под предлогом, что это дворцовое, а не частное имущество.
В Брауншвейге началась «текучка» среди служащих походного двора принцессы, которая затем сделалась хронической. Из Англии приехали Кеппел Крейвен и капитан Чарльз Гессе, назначенный конюшим с годовым жалованьем 300 фунтов стерлингов; он быстро стал фаворитом Каролины. Сен-Леже уволился под предлогом нездоровья, леди Линдси также отбыла под предлогом заботы о больной сестре. Леди Форбс не сошлась с Каролиной характерами и уволилась через некоторое время. Через две недели свита двинулась на юг через Гёттинген, Кассель и Франкфурт, преодолевая в среднем по 50 миль в сутки. 6 сентября свита достигла Страсбурга; здесь был объявлен восьмидневный отпуск. Длинная остановка была и в Берне, в котором Каролина встречалась с женой Наполеона Марией-Луизой. Принцесса и её служащие активно общались не только с представителями власти, но и сводили знакомства с местными учёными и деятелями искусства. Гелл в основном оставался на штабной работе, так как после наступления осени он с трудом передвигался. И в Брауншвейге, и в Страсбурге у него происходили приступы подагры. Женева, куда прибыли 26 сентября, оказалась переполненной британскими туристами. В этом городе ожидала новая фрейлина леди Шарлотта Кэмпбелл, отбывшая из Англии ещё раньше принцессы. В честь Каролины муниципалитет устроил бал, проигнорированный многими представителями британской знати; её платье en Venus именовалось в дневниках свитских «скандальным» и «неприличным». Альпы пересекли по Симплонскому перевалу, после чего принцесса была официально встречена австрийским наместником графом Борромео в сопровождении почётной охраны из 60 венгерских гусар. Пребывание в Милане длилось десять дней, а желающих увидеть принцессу было столько, что для публики ангажировали театр Ла Скала, в котором 18 октября устроили званый бал-маскарад. 19 октября путешествие возобновилось, причём в свиту по рекомендации миланского камергера вошёл некто Бартоломео Пергами, который очень быстро приобрёл на принцессу Каролину огромное влияние. Путь через Парму, Модену и Болонью сопровождался почестями и светскими развлечениями. Каролина явно не понимала, что её триумфальный приём объяснялся усилиями британской дипломатии; даже охранный венгерский полк получил неофициальное шефство британского принца-регента. Из Болоньи свита двинулась во Флоренцию, куда все добрались 22 октября невредимыми (горы кишели разбойными бандами). В столице Тосканы находились сэр Хамфри и леди Дэви, леди Уэстморленд, маркиз Слайго, генералы Мэтьюз и Тилсон, и множество менее высокопоставленных британских визитёров. Гелл и Крейвен сопровождали принцессу во время приёма у великого герцога Тосканского. 27 октября путешествие продолжилось, и 31 октября принцесса Каролина со свитой достигла Рима. Папа римский Пий VII, заинтересованный в улучшении отношений с Великобританией, окружил принцессу экстраординарными проявлениями внимания и почтения. Маркиз Слайго утверждал, что даже жена Наполеона не получила бы ничего подобного. Гелл в переписке с леди Кэмпбелл утверждал, что от самой границы Папской области англичанам не позволяли платить за смену лошадей или постой в гостиницах, а в Риме визиты кардиналов и экс-монархов (в том числе из испанской королевской семьи) казались бесконечными. Светская жизнь явно казалась Геллу утомительной, а доктор Холланд заявил, что римская неделя была «полна трудов». Общавшийся с Геллом полковник Максвелл назвал его «умным и интеллигентным денди». 5 ноября по Аппиевой дороге принцесса отправилась на зимовку в Неаполь; существует предположение, что это была идея Гелла, который рассчитывал обстоятельно изучить помпейские древности. Однако визит вызвал серьёзное неудовольствие премьер-министра Ливерпуля, так как Неаполь оставался под властью наполеоновского маршала Иоахима Мюрата. В британской дипломатической переписке высказывались опасения, что неаполитанский король использует визит принцессы Уэльской как дополнительное подтверждение легитимности своей власти.
Маршал Мюрат устроил в Неаполе триумфальную встречу Каролины: при пересечении границы королевства был дан артиллерийский салют, а король лично приветствовал её в Аверсе и сопровождал до самой столицы. Интенсивная светская жизнь тяжело давалась камергеру Геллу, который писал леди Кемпбелл, что в первые два дня почти не ложился, ибо череда торжественных визитов, увеселений и походов в оперу были ещё интенсивнее, чем в Риме. Под предлогом тесноты и неудобства, Гелл и Крейвен не стали останавливаться в отведённом для Каролины дворце и, по возможности, избегали её общества, когда это было возможно. Удобным предлогом были задержки при пересылке багажа, требовавшие больших хлопот по разным ведомствам и обширной переписки. Гелл распоряжался на новогоднем балу, который Каролина дала в честь короля Иоахима, и на котором принцесса явилась в образе античной Славы, исполнив ритуал возложения венца на античный бюст Виктории. Увеселения продолжались целые сутки — от раннего утра 31 декабря до рассвета следующего дня. Судя по его показаниям на процессе 1820 года, Гелл опять испытывал подагрические боли. Январь 1815 года выдался в Италии холодным, вершина Везувия оказалась покрыта снегом. Бесконечные дожди и сырость обострили подагру Гелла, и 8 февраля 1815 года он подал прошение об отставке с должности камергера. Судя по его переписке с М. Хопером (послания подписывались разными псевдонимами, например, «Э. Мортимер», «Сэмюэл Вагстафф» и «Эдвард Хопкинс»), главной причиной были не физические страдания, а недовольство личностью Каролины и её беспечности в денежных вопросах. Секретарские обязанности с декабря исполнял камердинер Джон Джейкоб Сикард, но принцесса была очень недовольна прошением об отставке. Вдобавок, её разозлили слухи о близких отношениях Гелла и Крейвена, что стало предметом интриг в маленькой свите. 18 февраля 1815 года отставка была принята, а принцесса Уэльская распорядилась присудить Геллу пожизненную пенсию в 200 фунтов стерлингов в год (15 760 в ценах 2021 года), с «выплатой настолько регулярной, насколько это возможно». Вскоре аналогичная пенсия была установлена и для Крейвена. 26 февраля Наполеон бежал из ссылки на Эльбе: начинались «Сто дней». Принцесса Каролина была срочно эвакуирована на фрегате «Clorinde», на борт которого взошла 12 марта 1815 года. Гелл и Крейвен оставались в Неаполе. Судя по переписке с братом Филипом — членом парламента — Уильям Гелл вполне серьёзно рассматривал возможность своего назначения на пост комиссара Ионических островов. К этому вопросу Гелл время от времени возвращался до 1820 года.

### Первое пребывание в Италии (1815—1820)
В мае 1815 года в Неаполе началась революция против наполеоновской власти, приведшая к свержению Мюрата. В переписке с Хопером и леди Кэмпбелл Гелл уверял, что больше пострадал от двух подагрических приступов подряд, чем от «всего того, что обычно бывает в охваченных смутой странах». Уже с июля тон его переписки становится оптимистичным, и он заявлял, что достиг своего идеала: «жизнь в праздности, заполненной учёными занятиями и приятным обществом». Гелл начал жить на два дома. В Риме ему предоставил свою виллу на Палатинском холме эксцентричный джентльмен Чарльз Эндрю Миллс (1770—1846), каким-то образом связанный с кругом принцессы Уэльской. В 1818 году они с Геллом стали официальными совладельцами недвижимости, которую Миллс переименовал в «Виллу Спада» и перестроил в неоготическом стиле. Друзья Гелла, гостившие в Риме, отмечали, что вилла была идеальной резиденцией учёного-антиквара, а ирландский аболиционист Ричард Мэдден утверждал, что дом был «достоин стать жилищем Петрарки». Свою часть дома Гелл отделал в стиле, представлявшем нечто среднее между помпейским и этрусским искусством.
Учёный авторитет Гелла приобрёл в римские годы всеевропейский масштаб. В 1816 году он вместе с Додвеллом и Ликом был избран в Королевскую Берлинскую академию, Лейпцигскую академию, а также в Римскую академию. Книга Гелла о древнегреческих городских укреплениях была переведена на немецкий язык с 47 иллюстрациями автора, Крейвена и Додвелла. Сэр Уильям вёл активную переписку с Томасом Юнгом, но у Гелла не сложились отношения с директором Ватиканской библиотеки кардиналом Анджело Маем, который очень неохотно делился своими фондами. Главной римской покровительницей Гелла сделалась герцогиня Девонширская, в салоне которой он был хорошо известен. На её средства в 1820 году была издана книга «Стены Рима» с 31 гравюрой автора. Работа велась в сотрудничестве с известным римским учёным Антонио Нибби. Гелл убедился, что несмотря на многовековой интерес европейских путешественников и учёных к римским древностям, топографическое изучение античных памятников, с привязкой их к литературным памятникам и многочисленным эпиграфическим находкам, по сути, даже не начиналось. Именно этот проект и сделался главной целью его жизни, что увенчалось подробнейшей топографической картой Рима, изданной в 1834 году. Критики, впрочем, отмечали, что Гелл являлся дилетантом и в прямом смысле этого слова, слишком доверял античным источникам, и, зачастую, цитировал их по памяти, не перепроверяя.
Основным своим местожительством Уильям Гелл считал Неаполь, главным преимуществом которого был постоянный доступ к древностям Помпей и Геркуланума. В Неаполе Уильям на паях с Кеппелом Крейвеном купил небольшой дом, который один из его друзей Чарльз Фулк Гревилл назвал «яичной скорлупой для учёного». Именно здесь, а не в Риме, хранились кабинет редкостей, домашний музей и библиотека. По воспоминаниям, любимые собаки Гелла вольготно располагались на стульях и диванах. При доме был разбит маленький палисад, названный владельцем «Boschetto Gellio»; именно садик служил рабочим кабинетом в жаркое время года, здесь же были посажены розы и гвоздики. Впрочем, уже в 1819 году леди Крейвен получила от неаполитанских Бурбонов земельное пожалование и построила виллу Крейвен, в которой нередко гостил и Гелл. Хозяйка виллы высоко оценивала Гелла и в мемуарах глухо упоминала о его интимной дружбе со своим сыном.
Книга Гелла «Pompeiana» 1817 года отличалась изысканным литературным стилем и высококачественными иллюстрациями, которые создавали эффект присутствия, и сопровождались картами и схемами. Кроме того, как было принято в те времена, Гелл реконструировал виды древнего города так, как они могли бы выглядеть две тысячи лет назад. Расширенное издание 1824 года впервые в жизни позволило Геллу добиться финансовой независимости, а к моменту кончины он работал над третьим изданием. Гелл был привлечён к работе над геркуланумскими папирусами, которую собирался проводить известный химик сэр Хамфри Дэви. Их с Уильямом знакомство произошло ещё в 1814 году в Швейцарии, когда антиковед служил камергером. В работе с папирусами был заинтересован лично британский принц-регент, который принял Гелла на жалованье в 200 фунтов стерлингов в год: главной задачей было оперативное фиксирование древних текстов, которые появлялись по мере разворачивания обугленных античных папирусов. Эта работа шла в январе — феврале 1820 года, в результате удалось частично развернуть 23 рукописи, после чего работа прервалась. Гелл, впрочем, получил полную сумму годового жалованья в счёт неустойки. Жизнь учёного в этот период хорошо документирована в силу обычая обширной переписки, которая, отчасти, заменяла периодические издания и являлась творческой лабораторией, средством поделиться новыми идеями и «обкатать» их в кругу интеллектуалов-единомышленников. Именно в интимных письмах выражалось знаменитое остроумие Гелла, которое никак не проявлялось в его учёных трудах. Главными его корреспондентами были леди Шарлотта Кэмпбелл и графиня Блессингтон; не оборвалась и переписка с принцессой Каролиной, которая иногда отправляла своему бывшему камергеру по два послания в месяц, а могла и замолчать на год.
Имея доход в 400 фунтов стерлингов в год (королевский пенсион и 5 % аннуитет от доли наследства в 4000 фунтов стерлингов), Уильям Гелл вёл в Неаполе и Риме активную светскую жизнь, которая была бы невозможной из-за цен в Лондоне. Для английских путешественников в Южной Италии он был незаменимым гидом и источником самых разнообразных сведений; некоторые его друзья (например, Ричард Милнс) укоряли Уильяма, что он напрасно тратил время, которое можно было бы использовать для учёных занятий. Гелл щедро делился с посетителями советами, предоставлял карты и книги из своего собрания. Состояние здоровья его неуклонно ухудшалось, и он мог более или менее сносно себя чувствовать только в жарком климате.

### Королевский процесс (1820)
В 1820 году в Великобритании разразился политический кризис: после восшествия на престол Георга IV Каролина Брауншвейгская потребовала для себя королевских полномочий, в чём ей было отказано. Правительство не решалось начать бракоразводный процесс, так как это могло непоправимо сказаться на авторитете монархии. В июне 1820 года, находясь в Сент-Омере близ Кале, Каролина получила письмо от супруга, в котором он предлагал увеличить годовую ренту до пятидесяти тысяч фунтов стерлингов, если она примет его условия: не принимать титул королевы Великобритании или какой-либо иной титул, полагающийся члену британской королевской семьи, а также останется за пределами страны и никогда больше не ступит на землю Великобритании. Каролина категорически отвергла эти предложения. Высадка королевы в Дувре 5 июня быстро превратилась в триумфальное шествие, так как на Каролину рассчитывали представители радикального движения, стремившегося избавиться от непопулярного короля и слабого правительства. 5 июля 1820 года граф Ливерпуль предложил принять билль «о лишении Её Величества Каролины Амалии Елизаветы титулов, прерогатив, прав, привилегий и льгот королевы-консорта, чтобы расторгнуть брак между Его Величеством и … Каролиной Амалией Елизаветой». Процесс почти мгновенно сделался событием общеевропейского масштаба, а в Британии он сделался содержанием почти всех выходивших периодических изданий; поскольку тираж их был недостаточен, информационный голод восполнялся сенсационными листовками и брошюрами, которые выпускались серийно.
Королева Каролина привлекла для своей защиты всех мало-мальски лояльных к ней людей. Приглашение выступить свидетелями получили и отставные камергеры Гелл и Крейвен, что для Уильяма было серьёзной жертвой, так как у него обострилось подагрическое поражение нижних конечностей. Леди Шарлотта Линдси в частной переписке язвительно писала, что «Крейвен явился только, чтобы служить Геллу запасной парой ног». Судя по инструкциям королевскому поверенному Уильяму Визарду, скорейший приезд и свидетельские выступления Гелла и Крейвена были щедро оплачены; особо оговаривалось, что при выступлении они будут носить камергерскую ливрею. В день открытия процесса — 17 августа 1820 года — Гелл и Крейвен сопровождали королеву в Палату лордов. Участвовавшие в слушании слуги поведали массу нелицеприятных подробностей личной жизни Каролины и её отношений с Бартоломео Пергами. В частности, свидетели утверждали, что королева и её слуга спали в одной комнате, целовались и даже несколько раз были замечены вместе раздетыми. Проблема заключалась в том, что палата не смогла в установленном законом порядке представить положительное заключение по делу о супружеской измене, хотя практически все зрители оказались в этом убеждены. Гелл в частном письме заявил, что слуга Теодоро Майокки был уволен за кражу, и его показания были ложными. Первые слушания завершились 9 сентября прошением о трёхнедельной отсрочке. Во время процесса Каролина оставалась неизменно популярной и в её поддержку поступило около восьми сотен петиций и собрано около миллиона подписей, а однажды в протестующей толпе наблюдатели насчитали 300 тысяч собравшихся.
Свидетельские показания Гелла были заслушаны 5 октября 1820 года. Сэр Уильям однозначно опровергал заявления о неподобающих отношениях принцессы Каролины с Пергами на публике, а также «непристойность» принцессы во время бала в Неаполе, где она предстала в образе Славы. Из-за подагры Геллу было позволено сидеть, а не стоять за свидетельской трибуной. По воспоминаниям, он держался прямо, отвечал предельно конкретно и чётко, даже при заданных ему наводящих вопросах и попытках уличить в противоречиях. В пользу его показаний в условиях британского сословного общества свидетельствовало то, что Гелл был «рыцарем, выдающимся учёным, потомком древнего рода, послужившего королевству, и англичанином». Напротив, свидетели обвинения представляли низшие сословия, были уволены за те или иные должностные преступления, и ни один из них не был англичанином. Отвечая на вопросы о костюме на бале в Неаполе, Гелл наглядно продемонстрировал, что это было точное воспроизведение музейных образов из королевских коллекций. Бывший при этом лорд Грей прокомментировал, что заявления «антиковеда Гелла» (Classic Gell) стали «окончательными». Герцог Веллингтон, напротив, был возмущён и открыто называл Гелла лжесвидетелем. Как бы то ни было, эти свидетельства сорвали планы обвинения. Обсуждение билля в третьем чтении 10 ноября 1820 года было выиграно правительством с перевесом всего в девять голосов, и было очевидно, что он не пройдёт через Палату общин. По состоянию здоровья Гелл не стал дожидаться конца процесса: он писал леди Кэмпбелл, что даже ранняя осень в Лондоне приковала его к постели на шесть недель, и в фаэтон до Дувра его «упаковали». Более Уильям Гелл никогда не приезжал в Великобританию.

### Второе пребывание в Италии. Последние годы жизни (1820—1836)
После кончины Каролины Брауншвейгской Уильям Гелл беспокоился, что лишится королевского пенсиона, составлявшего половину его дохода. В октябре 1821 года он писал душеприказчикам королевы, напоминая, что ему задолжали 2070 фунтов стерлингов, и хлопоча о выплате долга. Однако при парламентских слушаниях Гелл не был включён в число служащих покойной, которые получили право на дальнейшие выплаты. Шарлотта Линдси и некоторые другие считали, что это было формой мести для лиц, поддержавших покойную королеву в суде. Сам Гелл жаловался в переписке, что сильно обеднел и не имеет никаких сбережений на чёрный день. Из-за девальвации британского фунта стоило беспокоиться и за оставшуюся долю дохода. В результате много лет ему снились навязчивые кошмарные сны, главным сюжетом которых были деньги. После возвращения в Неаполь Уильяму пришлось переехать в квартиру близ церкви Св. Терезы, его повседневные нужды оплачивал Крейвен; долю расходов Гелла по римской вилле Чарльз Миллс нёс, по крайней мере до 1834 года. При новой квартире тоже был садик, который Гелл охотно рисовал для своих корреспондентов. После возвращения из Англии Уильям почти не мог ходить, но навестивший его на квартире Эдвард Бульвер-Литтон осенью 1833 года писал, что Гелл был полон оптимизма и катался на кресле с колёсиками среди своры своих собак. Несмотря на сильное поражение суставов рук (по-видимому, это был ревматоидный артрит), Гелл уверенно держал руках карандаш и много рисовал, любил играть на гитаре и флейте, так как считал, что музыка умеряет приступы боли. Его постоянным камердинером с 1815 года был Уильям Кэррингтон, который был предан хозяину настолько, что отклонял финансово более выгодные предложения о службе.
В 1830 году Общество дилетантов избрало Гелла на должность «непременного полномочного представителя» (resident plenipotentiary), вероятно, по инициативе председателя Общества Уильяма Ричарда Гамильтона. Общество ассигновало 200 фунтов стерлингов для подготовки к печати «Топографии Рима». Готовое издание принесло Геллу 300 фунтов прибыли; некоторые гонорары шли от публикации ежемесячных обзоров антикварных и археологических открытий в изданиях Общества. Бульвер-Литтон посвятил соотечественнику свой роман «Последние дни Помпеи», однако в последующих переизданиях посвящение воспроизводилось далеко не всегда. Ближайший круг постоянного общения Гелла включал сэра Уильяма Драммонда, Фрэнсиса Джорджа Хэйра (1786—1842), и архиепископа Тарентского Джузеппе Капечелатро. С последним у Уильяма сложились практически братские отношения. Роднила их и любовь к животным, однако Гелл был привязан к своим собакам, тогда как Капечелатро был страстным любителем кошек. В эти годы считалось само собой разумеющимся, что все прибывающие в Неаполь ценители древностей или исследователи должны быть представлены Геллу, при условии, что они знатного происхождения или, по крайней мере, состоят в штате какого-либо университета.
17 декабря 1831 года в Неаполь прибыл Вальтер Скотт, чтобы отдохнуть от последствий банкротства; его доставили на фрегате Королевского военно-морского флота «Barham» в знак признания заслуг перед государством и моральной поддержки. 5 января следующего, 1832 года, произошло знакомство писателя и антиквара, после чего они встречались ежедневно. Гелл писал леди Блессингтон, что Скотт очень приятен во время экскурсий или общения тет-а-тет, но теряется на вечерних собраниях. Во время экскурсии в Помпеи Гелл отметил, что Вальтер смотрит на руины «взглядом не антиквара, а поэта, охватывая картину целиком». Гелл посоветовал Скотту вернуться к поэтическому творчеству, посоветовав рыцарскую легенду о шевалье Дьёдонне де Гозоне и убийстве им дракона на Родосе. Писатель пообещал прислать в Неаполь издания своих исторических романов, чего, впрочем, так и не исполнил.
Несмотря на нездоровье, в 1830-е годы активность У. Гелла не снижалась. Он завершил так и оставшуюся неопубликованной «Краткую историю Италии» и работал над романом «Джулия ди Гонзага» (оставшимся недописанным), и даже занялся арабским языком, уроки которого брал у миссионера Джузеппе Кампаниле (1762—1835), описавшего историю Курдистана. Язык был ему необходим для штудий об арабской Испании: антиквар решил, что для заработка сможет должным образом обработать свои записки об Альгамбре, сопроводив их иллюстрациями. Как пробу он рассматривал статью «Романтическая история мавров в Испании», опубликованную в 1836 году в The Metropolitan Magazine. Когда позволяли силы, он копировал помпейские росписи, уведомив леди Блессингтон, что у него накопилось около семидесяти цветных копий. Однако он противился предложениям писать для светской публики: «иначе мы кончим тем, что станем публиковаться в дешёвых журналах».
4 февраля 1836 года Уильям Гелл скончался от сильнейшего подагрического приступа, не дожив двух месяцев до своего 59-летия. При этом присутствовал его многолетний спутник жизни Кеппел Крэйвен, который через несколько дней отправил подробный отчёт леди Блессингтон. Крейвен похоронил Гелла на семейном участке Английского кладбища в Неаполе. На могиле был воздвигнут помпезный памятник в ионическом стиле, но в середине XX века он был утрачен.

## Антикварные штудии Уильяма Гелла

### Уильям Гелл и Общество дилетантов
Для понимания среды, в которой формировались взгляды Уильяма Гелла, важен факт его членства в Обществе дилетантов, существовавшем в Лондоне с 1732 года. С позиции науки XXI века бессмысленно разделять в деятельности У. Гелла роли придворного, светского сноба и учёного; как отмечала М.-А. Марино, все перечисленные социальные функции и позиции были нераздельны. Общество дилетантов сыграло выдающуюся роль в формировании Гелла как учёного, а также обеспечении его общественного признания. При этом Общество было элитарной организацией, необходимым условием для членства в котором было пребывание в Италии. Общество сыграло большую роль в развитии британского антиковедения (и шире — Просвещения в Британии) и одновременно было средой, в которой формировались будущие попечители и сотрудники Королевского общества и Британского музея. Основной целью гран-тура, осуществляемого по программе Общества дилетантов, был Рим. Папская столица сочетала genius loci, который можно было воспринять, просто прогуливаясь по улицам; посещение частных коллекций; в XIX веке к ним добавились и вновь создаваемые музеи. Это, разумеется, не исключало бурной ночной жизни, свободной от британских «приличий». Постепенно деятельность Общества дилетантов расширялась. В 1764 году Общество впервые финансировало «Ионийскую экспедицию», и до конца столетия было совершено три путешествия по османским землям Греции и Леванта.
Элитаристские взгляды Гелла на культуру, неважно, когда они формировались, полностью отвечали политике Общества дилетантов. В его переписке с руководством Общества много греческих цитат, зачастую он подписывался именем «Анахарсиса», что являлось отсылкой к роману Бартелеми — настольной книге многих аристократов-антиковедов в Европе. Гелл вполне разделял и морально-нравственный кодекс Общества, которое культивировало цицероновы добродетели: честь, мораль и знание. Необходимость путешествия к римским древностям, в буквальном смысле физическое взаимодействие с ними, считалось совершенно необходимым для человека, и без того отмеченного благородством происхождения. Однако знатность следовало подкрепить добродетелью, воспринятой, в том числе, в процессе изучения древних памятников.

### Мировоззрение и метод
Имеющиеся свидетельства, относящиеся к 1820—1830-м годам, показывают, что Уильям Гелл был и оставался последовательным ретроградом и консерватором. В переписке он не скрывал радости от реставрации Бурбонов в Неаполитанском королевстве, заявив, что «давно предпочитает весёлый деспотизм» (jolly despotism). В высшей степени негативно он воспринял Греческую революцию. Раздражённый всеобщим энтузиазмом соотечественников, в 1823 году он выпустил в свет «Путешествие в Морею», не скрывая, что противопоставляет её «филэллинской пропаганде». В предисловии он предельно откровенно называл греков «не способными учиться и совершенствоваться», заявив, что «только Россия может спасти их от самих себя», и «осчастливит их силой». Филлэлинство, согласно Геллу, пробуждает лишь самые тёмные стороны этнической и религиозной розни, что и объясняло его полный разрыв с этим движением ещё в 1815 году. Турок-османов Гелл оценивал значительно выше за их «лёгкий характер и прилежный нрав»; истребить такой народ лишь за его магометанство было бы, согласно мнению сэра Уильяма, «в высшей степени нечестиво». По Греции и Эгейскому архипелагу Гелл путешествовал на турецких судах с турецкими экипажами, которые в выгодную сторону отличались от греческих. Впрочем, это не сказалось на отношении к Байрону, умершему в Греции в 1824 году. Лично они никогда не встречались, хотя имели общих знакомых, например, Джона Хобхауса.
Научные методы, практикуемые Геллом, его биограф Джейсон Томпсон сравнивал из современников с применяемыми Георгом Нибуром. В деятельности Нибура проявлялись процессы отделения научной археологии от донаучного антикварианизма, представителем которого и был Уильям Гелл. «На концептуальном уровне эти двое были самостоятельными вселенными». Нибур исходил из того, что литературные источники античности включают огромное количество фантастических и мифических деталей, и призывал к разработке рациональной исторической и филологической критики, для отделения подлинных фактов от вымысла. Гелл иногда находил в своих источниках ошибки, но не шёл далее признания (в «Топографии Рима»), что «исследователи древности, по-видимому, во многих случаях были столь небрежны, что если бы писали в наши дни, прослыли бы в свете крайне неумелыми антикварами». Это Томпсон прямо именовал «наивностью». В то же время Нибур зачастую пренебрегал полевыми исследованиями. Из-за этого в своей «Римской истории» (первое её издание вышло в 1823 году) он перепутал местоположение города Фидены в Лацио, поместив его не на тот берег Тибра. Также Нибур не верил в прочность туфа, из которого был сложен подземный водовод Камилла, хотя от Рима до Вейев, где он располагался, было всего 15 миль. В этом, и только в этом отношении, проявился интерес Гелла к полевым археологическим практикам, которые распространились намного позже. Однако он никогда не выходил за пределы антикварианизма, и его интересы были сугубо эстетическими.
В 1820-е годы Уильям Гелл работал совместно с Антонио Нибби, и выпущенные ими публикация 1820 года о римских стенах (сэр Уильям выступил как иллюстратор) и общая топографическая карта 1827 года оказались своего рода подходами к обширной двухтомной «Топографии Рима», опубликованной в 1834 году. Эта публикация была выпущена в Лондоне за счёт Общества дилетантов, и, судя по переписке 1833 года, её необходимость и стоимость вызвала немало дебатов среди коллег Гелла. Его основной интерес касался не императорского Рима, а погребённого в недрах культурного слоя древнейшего города царского и раннего республиканского периода. Для определения памятников именно этого периода Гелл разработал концепцию «циклопического стиля», и попытался разработать его единую типологию, отталкиваясь от своих греческих впечатлений. Деятельность Гелла и Нибби стимулировал гиперкритицизм Нибура к сообщениям источников об архаической эпохе. Не сомневаясь в её историчности, английский и итальянский антиквары-археологи предприняли попытку доказать её полевыми методами. В результате силами страдавшего от подагры джентльмена и занятого преподаванием профессора была составлена геологическая и археологическая карта Римской Кампании. Для точных замеров они могли пользоваться только методами триангуляции.
Археологические римские штудии Гелла относительно плохо документированы, при том, что его топографическая карта составлялась не менее десяти лет. Эта работа требовала многомильных поездок на лошади и многократных утомительных определений и перепроверок географических координат с помощью секстанта. Существовал и большой риск заразиться малярией, широко распространённой в то время. Из сохранившихся записей, относившихся к периоду мая 1826 — июня 1827 годов, следует, что маршруты Гелла охватывали Альбанские горы, доходя на севере до Ангуилары и Капены. В июле — августе 1828 года он обследовал окрестности Риети и далее отправился в Гран-Сассо. В 1829—1830-х годах маршруты Гелла вновь пролегали к северу от Рима. Записные книжки его сухи, содержа бесконечные триангуляционные данные, а также критические высказывания по поводу тяжёлого климата.

### «Pompeiana»
Розмари Свит (Университет Лестера) называла «Pompeiana» главным научным трудом в корпусе наследия Уильяма Гелла. Оба прижизненных издания (1817 и 1832 годов) заметно отличаются по содержанию. Версия 1817 года была переиздана в 1821 году со стилевыми правками и с добавлением приложения; далее следовали стереотипные издания 1825, 1835, 1852 и 1875 годов. Текст 1832 года переиздавался только один раз в 1837 году. Это первое в британской историографии исследование, целиком посвящённое помпейским древностям, и в то же время это был текст, способствующий популярности Помпей у британских туристов. Одновременно этот труд был во многих отношениях уникальным, так как до падения Бурбонской монархии неаполитанские власти запрещали иностранцам проводить раскопки и делать зарисовки на месте. Точность и аккуратность обмеров и зарисовок Гелла приобретают дополнительную ценность для антиковедов, так как многие зафиксированные им памятники были повреждены или искажены при консервации и реставрации. Это было сделано ещё до изобретения фотографии, хотя Гелл особо подчёркивал, что использовал camera lucida. Впрочем, Симона Катаста уточняла, что за истекшие два века «Pompeiana» устарела и содержательно, и с точки зрения метода, оставшись фундаментальным историографическим источником, а также произведением книжного искусства, имеющим бесспорную эстетическую ценность.
Первичный замысел обобщающего труда о Помпеях возник у Гелла, судя по переписке с семьёй, весной 1815 года, когда он десять дней осуществлял на раскопках зарисовки. Соавтором Гелла выступил архитектор Джон Питер Гэнди, который, отчасти, воздействовал на выбор предметов описания. Вероятно, что большая часть зарисовок была выполнена именно им, а Гелл только писал комментарии и обрамляющий текст. Издание 1817 года, в отличие от предыдущих крупноформатных иллюстрированных фолиантов Гелла, требовавших огромных денег и трудоёмких в печати, оказалось сравнительно скромным. Том форматом in octavo продавался по издательской цене 5 фунтов 12 шиллингов (436 фунтов стерлингов в ценах 2021 года). Из-за трудоёмкости резки гравюр тираж поступил в продажу в 1819 году, что выгодно отличало книгу от многих трудов современников, которые так и не были завершены. На книгу можно было подписаться по главам, которые печатались отдельными выпусками — всего двенадцать. Издание оказалось выгодным: было напечатано 500 экземпляров octavo и 250 in quarto, подписка на которые разошлась полностью ещё до завершения типографских работ. Далее был предпринят французский перевод. Чистый доход, полученный издателем, может быть оценён примерно в 800 или 900 фунтов стерлингов. К 1828 году он составил около 4000 фунтов. Между 1826—1828 годами Уильям Гелл предпринял глубокую переработку текста, расположив его по типам построек (включая храмы и гробницы) и типам изображений (фрески, мозаики). Издание, согласно мнению Э. Уоллеса-Гадрила, носило компромиссный характер: оно должно было потрафить вкусам читающей публики, чтобы стать доходным, и одновременно решать главную задачу автора — зафиксировать хрупкие памятники глубокой древности до того, как они будут уничтожены. Версия, напечатанная в 1832 году, оказалась «более антикварной». Благодаря содействию Томаса Юнга, Гелл продал издательству Дженнингса права на текст и иллюстрации, что позволило ему компенсировать последствия банкротства и заработать около 1000 фунтов стерлингов. Одновременно это издание подтвердило репутацию Гелла как величайшего английского археолога своего времени.
Оба издания «Pompeiana» сделались художественным событием. Они представляли собой новаторское исследование, в котором объединились письменный экфрасис с графическими линейными и цветными репродукциями, позволяющими зримо восстановить античную повседневность. Викторианские художники в значительной степени отталкивались от реконструкций Гелла, представляя публике визуальные образы античной жизни. Розмари Свит приводила в пример картины Альма-Тадемы или «Разрушение Помпеи и Геркуланума» Джона Мартина. Однако в своих художественных работах Гелл воспроизводил только те делали, для которых имелись археологические свидетельства. В виде исключения можно назвать изображённые им оконные занавеси, существование которых было очевидно из текстов Плавта и Ювенала, где они упоминались. Гелл был вынужден перечитать множество древних текстов, соотнося их с остатками пищи в тавернах или домашних поварнях. При этом оказалось, что он впервые поднял вопрос о наличии у античных обитателей скатертей или салфеток, чем не заинтересовался ни один антиквар предыдущего периода. Гелл был одним из пионеров использования настенных росписей как исторического источника. Однако он так и не вышел за пределы чисто описательного подхода, не поднявшись до историко-искусствоведческого анализа.
Незадолго до кончины Гелл безуспешно пытался заинтересовать Общество антикваров проблемой полихромии античного искусства. В принципе, то, что скульптуры античной эпохи раскрашивались, более или менее было известно до раскопок Помпей и Геркуланума. Однако до публикаций Гелла исследователи и путешественники не пытались делать конкретных описаний и обобщений; только сэр Уильям осмелился объявить, что статуи никогда не были беломраморными. Банкир-антиковед Уильям Форбс вообще объявил помпейскую живопись «безвкусной» и «гротескной», особенно это касалось орнаментов, выбора цветов и прочего. Одобрения удостоились лишь человеческие изображения. В первом издании «Pompeiana» Гелла почти пятая часть иллюстраций была посвящена фрескам и настенным орнаментам; во втором издании доля этих изображений возросла до 50 %. Впрочем, Гелл в комментариях предостерегал читателя и возможного зрителя от «ожиданий искусства выдающихся достоинств»: Помпеи были небольшим провинциальным городом, в котором вряд ли хранились произведения какого-либо выдающегося художника; не следовало требовать от археологов шедевров античного искусства. Описания Гелла сильно повлияли на Бульвер-Литтона; фрески в доме Главка воспроизводили экфрасисы «Дома трагического поэта». В издании 1832 года Гелл добавил аналитический фрагмент, в котором утверждал, что развитие искусства светотени в современной европейской живописи есть следствие жизни в замкнутых помещениях северных стран, тогда как вся жизнь греков и римлян разворачивалась на открытом воздухе под солнцем. «Однообразие» сюжетов объяснялось отсутствием у греков образцов для подражания, тогда как римляне воспроизводили доступные им греческие шедевры и не шли далее. Описывая помпейские памятники, Гелл проявил эстетическое филэллинство, считая, что только греческое искусство представило наиболее «чистые и простые» формы, а усложнение римского искусства при Августе и Тите свидетельствует об упадке.

## Наследие
Библиотека, архив и собрание рисунков Гелла по завещанию перешли Кеппелу Крейвену, который всё систематизировал и уложил в два шкафа. Серия графических работ из «Путешествий по Греции» была завещана Британскому музею. После кончины Крейвена в 1851 году часть этих материалов перешла его секретарю-итальянцу Андреа Паскини, и оказалась распылена по разным собраниям. Переписку с принцессой Каролиной Гелл хранил отдельно, но она более чем на столетие исчезла из поля зрения исследователей, и была выкуплена семейством Гелл на аукционе 1949 года. В середине 1980-х годов бумаги из Хоптон Холла были переданы на хранение в мэтлокский архив графства Дербишир. Первая их публикация состоялась лишь в 2019 году. Письма-отчёты Гелла в Общество дилетантов за 1831—1835 годы были опубликованы в 1976 году Эдит Клей. Шесть тетрадей материалов по греческому путешествию и начальной фазе Ионийской экспедиции были приобретены у неаполитанского букиниста в 1923 году, и перешли в архив Британской школы в Афинах. Прочие записные книжки и зарисовки оказались в фонде Британского музея. В 2001 году часть полевых записей из Помпей была приобретена Институтом Гетти.
Первая сводная биография Уильяма Гелла, вписанная в контекст жизни принцессы Каролины Брауншвейгской, была опубликована в 2019 году Джейсоном Томпсоном. Рецензент Адриан Джеймс счёл включение этой книги в серию гендерных исследований «несколько чужеродным». В XXI веке наметилась тенденция повышения статуса Уильяма Гелла в мире культуры. Историк и археолог-антиковед Эндрю Уоллес-Гадрил именовал его «ключевой фигурой» в ряду джентльменов-дилетантов, которые добивались огромных научных результатов в археологии и искусствоведении, и других дисциплинах, совершая гран-туры в Италию и регионы Средиземноморья. Эта традиция просуществовала около полутора веков, начало и конец её маркированы фигурами сэра Уильяма Гамильтона и Томаса Эшби.

### Уильям Гелл и египтологи
В круг интересов Уильяма Гелла входила египтология, он постоянно переписывался с Томасом Юнгом, который в 1810-е годы занялся вопросами дешифровки и прочтения Розеттского камня. В течение некоторого времени Гелл служил своего рода «справочным бюро» для всех первых египтологов, помогая им налаживать связи и осуществляя обмен информацией. В его архиве сохранились письма от Уильяма Ричарда Гамильтона (благодаря полученной от своих корреспондентов информации Гамильтон впервые установил, что Долина царей содержит гробницы XVIII династии), Христиана Бунзена и даже одно письмо Бёртона о приоритете в открытии одной из каирских надписей. Г. Холл (публикатор переписки Гелла с египтологами) уничижительно отзывался о Бунзене, утверждая, что тот «не всегда мог понять, что именно советовал и сообщал его учёный друг из Неаполя». В число корреспондентов Гелла входил генеральный консул в Египте Генри Солт, с которым не возникло сердечных отношений, так как, собрав обширную коллекцию египетских древностей, тот вообразил себя монополистом египетской тематики вообще. Кроме того, Г. Солт писал стихи, выдержанные в духе XVIII века. Он также пытался заниматься дешифровкой, выпустив в 1825 году «Опыт фонетической системы иероглифов». Этот труд Гелл крайне нелицеприятно характеризовал в переписке с Юнгом: «…все его новые знания были давным-давно обнародованы в Европе». Не вышло и сотрудничества с Густавом Зейфартом: в письме к Т. Юнгу Гелл назвал его «не то гордецом, не то шарлатаном».
Во время своего путешествия в Италию в 1825 году в доме Уильяма Гелла объявился Жан-Франсуа Шампольон, который тремя годами ранее предложил метод дешифровки египетского письма. По причине британского шовинизма, Гелл настороженно принял открытие французского учёного, который «лишил Юнга приоритета». Однако научная добросовестность и огромная эрудиция позволила Геллу быстро поменять мнение и осознать верность избранного Шампольоном метода, отчасти, из-за лёгкости его характера и светских навыков. Он призывал Юнга заниматься не критикой конкурента, а интенсивно разрабатывать демотическую письменность и составлять её словарь. Шампольон пользовался услугами Гелла как гида на руинах Помпей, и при этом брал «Pompeiana» как путеводитель. Гелл сопровождал Шампольона в Беневенто, где тот зарисовал надписи на «обелиске Домициана» и перевёл их. В последовавшей переписке Шампольон величал Уильяма Гелла не иначе как «братом в Горе и Осирисе» и «возлюбленным Хатор». В архиве Гелла сохранились три записные книжки с египетскими заметками. Из них, а также из переписки с Юнгом, следует, что сэр Уильям планировал совершить путешествие в Египет и Палестину, даже невзирая на болезни. В 1828 году он переписывался с Шампольоном, который рассчитывал включить его в состав франко-тосканской экспедиции для исследования египетских древностей. Однако состояние здоровья (морская поездка должна была начаться в ноябре) и безденежье не позволили учёному отправиться в страну пирамид, о чём он многократно сожалел впоследствии.

### Не публиковавшиеся при жизни труды
Рукопись Уильяма Гелла «Путешествие на озёра» была куплена за 30 шиллингов (полтора фунта стерлингов) в 1951 году на распродаже фондов публичной библиотеки Барроу-ин-Фернесс. Она включала 64 плотно исписанные рукописные страницы, и около сорока страниц с кроками местности, карандашными зарисовками и акварелями, многие из которых так и не были завершены или «отделаны». Формат страниц рукописи составлял 5½ × 9 дюймов (13,9 × 22,9 см). Рукопись не датирована, но приведённые в ней даты относятся к 1797 году; также упоминается продажа острова Поклингтон, состоявшаяся в 1796 году.
В корпусе трудов Гелла выделяются воспоминания о Вальтере Скотте, написанные осенью 1832 года под свежими впечатлениями от их живого общения. Знаменитый писатель пробыл в Италии около пяти месяцев — от середины декабря 1831 по середину мая 1832 года. После кончины Скотта его родственники стали собирать материалы для написания биографии, обратившись, в том числе к Уильяму Геллу. Воспоминания Гелла были использованы в фундаментальном жизнеописании зятя и биографа В. Скотта Джона Гибсона Локхарта, в состав которых вошло около 17 печатных страниц, то есть примерно три пятых оригинального текста. Изъятия даже не были обозначены, хотя у них была договорённость, что текст будет использован в целости. Локхарт даже не удосужился подтвердить, что получил рукопись, из чего автор сделал вывод, что она потеряна при пересылке. Гелл, судя по переписке, в 1834 году планировал выпустить воспоминания о Скотте отдельным изданием, но скончался, не исполнив этого намерения. Полная рукопись «Воспоминаний» в конце концов оказалась в Торонто. Автор снял со своего манускрипта копию для доктора Хогга, который приятельствовал в Неаполе и с Геллом, и с самим Скоттом, а после его кончины рукопись оказалась в собственности внука его племянницы, переехавшего в Канаду. Именно с этой рукописи было предпринято издание 1953 года. Редактор-публикатор Джордж Генри Нидлер отмечал, что ему удалось разыскать и графический портрет Вальтера Скотта, выполненный неаполитанским художником Морани в аббатстве Святой Троицы бенедиктинцев в Кава-де-Тиррени. Гелл считал именно этот образ писателя самым удачным и рассчитывал поместить его на фронтиспис своего неосуществлённого издания.

## Сочинения
- The Topography of Troy and its vicinity illustrated and explained by drawings and descriptions etc.. — London : Printed C. Whittingham … for T. N. Longman and O. Rees, 1804. — 124 p.
- The geography and antiquities of Ithaca / by William Gell, esq. — London : Printed by J. Wright, for Longman, Hurst, Rees, and Orme, 1807. — 119 p. — Maps engraved by Samuel John Neele. Engravings by Peltro William Tomkins and J. H. Wright.
- The itinerary of Greece : with a commentary on Pausanias and Strabo and an account of the monuments of antiquity at present existing in that country : compiled in the years MDCCCI, II, V, VI. — London : Printed for T. Payne, 1810. — 171 p.
- The Unedited antiquities of Attica : comprising the architectural remains of Eleusis, Rhammus, Sunium, and Thoricus / Sir William Gell, Francis Bedford, John Peter Gandy and James Walter were engaged in the preparation of this work; the engraving was done by J. Roffe, C. Armstrong, S. Porter and J. Newton. — London : by The Society of Dilettanti, 1817. — 35 p. — 77 leaves of plates.
- Le Mura di Roma disegnate da Sir W. Gell, illustrates con testo note da A. Nibby :  [итал.]. — Roma : Presso Vincenzo Poggioli, 1820. — xi, 396 p.
- Narrative of a journey in the Morea / By Sir William Gell. — London : Longman, Hurst, Rees, Orme, and Brown, 1823. — ix, 411 p.
- Pompeiana the  Topography, Edifices and Ornaments of Pompeii : in two Volumes / by Sir William Gell and John P. Gandy. — New Edition. — London : Rodwell and Martin, 1824. — Vol. I. — xxxi, 1—138 p.
- Pompeiana the  Topography, Edifices and Ornaments of Pompeii : in two Volumes / by Sir William Gell and John P. Gandy. — New Edition. — London : Rodwell and Martin, 1824. — Vol. II. — P. 139—275.
- Pompeiana : the topography, edifices and ornaments of Pompeii, the result of excavations since 1819 / by Sir William Gell. — London : Lewis A. Lewis, 1837. — Vol. I. — xxiv, 198 p. — Includes frontispiece portrait of William Gell, engraved by Fenner Sears & Co. after Thomas Uwins. The plates are engraved after William Gell, mainly by Henry Moses, also by R. F. Cahusac, J. Henshall, James Tingle, Daniel Havell, J. C. Varrall, W. Kelsall, James Baylis Allen, Benjamin Winkles, Starling, W. Schmollinger, Frederick James Havell, Kernott, Higham, George Gladwin, and F. Faithorn.
- Pompeiana : the topography, edifices and ornaments of Pompeii, the result of excavations since 1819 / by Sir William Gell. — London : Lewis A. Lewis, 1837. — Vol. II. — 207 p. — Includes frontispiece portrait of William Gell, engraved by Fenner Sears & Co. after Thomas Uwins. The plates are engraved after William Gell, mainly by Henry Moses, also by R. F. Cahusac, J. Henshall, James Tingle, Daniel Havell, J. C. Varrall, W. Kelsall, James Baylis Allen, Benjamin Winkles, Starling, W. Schmollinger, Frederick James Havell, Kernott, Higham, George Gladwin, and F. Faithorn.
- The topography of Rome and its vicinity / by Sir William Gell. — London : Henry G. Bohn, 1846. — viii, 499 p.
- Sir Walter Scott's residence in Italy, 1832 / by Sir William Gell; Ed. by  G. H. Needler. — Toronto : Burns and MacEachern, 1953. — xiii, 41 p.
- Sir William Gell in Italy: Letters to the Society of Dilettanti, 1831—1835 / Eds. Edith Clay and Martin Frederiksen. — London : Hamish Hamilton, 1976. — x, 182 p.
- A tour in the Lakes, 1797, by Sir William Gell / Ed. and Introd. by William Rollinson. — Otley : Smith Settle, 2000. — xvii, 87 p. — ISBN 1-85825-139-7.

### Комментарии
1. ↑  Сын Блора от первого брака — Эдвард (1787—1879) — прославился как архитектурный рисовальщик, от которого осталось около пяти тысяч работ. Он же составил первое жизнеописание Уильяма Гелла, которое во многих отношениях служит первоисточником[2].
2. ↑  Маршрут 1812 года резюмировался следующим образом[20]:
  - 30 апреля — отъезд из Афин;
  - 6 мая — высадка в Смирне;
  - 17 мая — ночной отъезд из Смирны;
  - 18 мая — Клазомены;
  - 19—21 мая — морской переход, шторм;
  - 21 мая — ночная высадка на Хиосе;
  - 22—26 мая — пребывание на Хиосе;
  - 27 мая — прибытие на Самос;
  - 28 мая—18 июня — пребывание на Самосе;
  - 20 — 27 июня — пребывание в Дидимах;
  - 28 июня — прибытие на Кос;
  - 29 июня — Бодрум (Галикарнас);
  - 1—16 июня — Книд;
  - 17 июня — прибытие на Родос.
3. ↑  Из письма Кеппела Крейвена от 27 февраля 1812 года можно почерпнуть дополнительную информацию об опасности, которой подвергались путешественники. Зима оказалась дождливой, что сдерживало обмеры и зарисовки памятников. Помимо эпидемий и технических сложностей, переходы между островами затруднялись греческими пиратами, гнездившимся на мысе Сунион, а также французскими каперами, курсировавшими между островами. Почта в Англию доставлялась редко и нерегулярно, вызывая обвинения в «простое»; вдобавок, при посещении Коринфского залива компания потерпела кораблекрушение. Геллу (которого Крейвен называл «Анахарисом») приходилось чертить карты, лёжа на полу, что не лучшим образом сказывалось на его здоровье. Рядом работал рисовальщик Бедфорд, тогда как единственный стол оказался оккупирован архитектором Гэнди. Повар-албанец больше заботился о том, «что можно украсть». Жара в феврале стояла такая, что даже чопорные англичане поснимали галстуки и «прочие стесняющие предметы одежды»[21].
4. ↑  Существуют сведения, что Гелла могли удостоить рыцарского звания ещё в 1804 году, но тогда у него не было средств для выплаты гербового сбора и на заказ регалий, необходимых для королевской аудиенции[17].
5. ↑  Согласно другой версии, Гелл сопровождал принцессу Каролину до Венеции, откуда она отбыла в Милан 31 мая 1815 года[31].
6. ↑  Прибывшего в Неаполь писателя поселили в Palazzo Caramanico[англ.]. Их общение с Геллом может быть суммировано следующим образом: непосредственное знакомство произошло на курорте озера Аньяно, откуда не слишком здоровые британцы отправились на воды в Поццуоли. 11 января 1832 года Гелл и Скотт навестили в Таренте Джузеппе Капечелатро. 26 января Гелл организовал морскую прогулку для обозрения руин римской виллы Полльоне. 9 февраля писателю устроили экскурсию по кладбищу Поджореале[англ.], и 27 февраля — приём в Палаццо Поджореале. Заинтересовался Вальтер Скотт и археологическим музеем в Палаццо дельи Студи. Поскольку учёные разъяснения шли на латыни, переводчиками для писателя попеременно служили Кеппел Крейвен, его мать и врач Хогг. Далее были совершены экскурсии в Пестум и на руины Помпеи. В мае писатель, по-прежнему в сопровождении Гелла, побывал в Риме. Его главной целью в Вечном городе стал Собор Святого Петра, где был захоронен последний из Стюартов — кардинал Генрих Бенедикт Стюарт. Рим вся компания покинула 9 мая[57].
7. ↑  Гелл скончался через год после изобретения калотипии и за год до появления дагеротипии[68].
8. ↑  Хотя в переписке с братом Гелл не был пуританином и мог позволить себе весьма откровенные шутки, ни в частной переписке, ни в опубликованных трудах он никогда не пытался анализировать или хотя бы описывать многочисленные образцы эротического и порнографического искусства, найденные в Помпеях[82].